# John KillerBob
John KillerBob, pseudonimo di Davide Queirolo (Genova, 6 agosto 1976), è un bassista italiano, conosciuto soprattutto per aver fatto parte del gruppo musicale Necrodeath dal 1998 al 2008.

## Biografia
Ha esordito nel 1999 con l'album Mater of All Evil dei Necrodeath. Nel 2000 entra a far parte del gruppo dei Cadaveria con i quali, nel 2001, pubblica The Shadows' Madame. È dello stesso anno Black as Pitch, sempre con i Necrodeath, a cui segue, nel 2003, Ton(e)s of Hate.
Il 2004 è per lui un anno molto proficuo, infatti pubblica ben 3 album: Far Away from Conformity con i Cadaveria, La Nueva Alarma con i Raza de Odio (un gruppo al debutto, di cui fa parte anche Peso dei Necrodeath) e Extreme mental piercing con i DyNAbyte, altro progetto al debutto, anche se in attività sin dal 1998. Da notare che, per quanto riguarda i Cadaveria e i DyNAbyte, John si occupa anche della produzione e se ne occuperà anche in futuro.
Dopo un anno impegnato nella promozione di questi ultimi album,  nel 2006 pubblica 100% Hell con i Necrodeath.
L'anno successivo vede l'uscita di Draculea, sempre con i Necrodeath e di In Your Blood dei Cadaveria con relativi tour di supporto.
È proprio durante il tour di promozione a Draculea che, al termine dell'esibizione dei Necrodeath al festival Metal on Earth nell'agosto 2008 a Padova, John annuncia dal palco l'intenzione di lasciare il gruppo.
Continua quindi con gli altri progetti che lo vedono coinvolto, ma bisogna aspettare il 2010 per una nuova pubblicazione: si tratta dell'album 2KX dei DyNAbyte.
Il 1º novembre 2011 i Raza de Odio annunciano lo scioglimento del gruppo, John rimane quindi attivo solo con DyNAbyte e Cadaveria. Con questi ultimi pubblica, nel gennaio 2012, l'album Horror Metal.
Nel frattempo, nel settembre 2011, fonda un nuovo gruppo, denominato Killers Lodge, in cui, oltre a suonare il basso, canta. Nell'agosto 2012 pubblicano un demo di 3 tracce intitolato "In the name of uncle grappa". Lo stile è heavy metal classico con evidenti influenze dei Motorhead. In questo nuovo gruppo suonano anche LJ Dusk (DyNAbyte) e Christian Parisi (Dorothy's Doll, Raza de Odio). Il 7 gennaio 2014, con questo suo ultimo progetto, pubblica l'album "Unnecessary I", autoprodotto e che vede Olly Razorback alla chitarra.
Dopo un tour italiano di promozione al suo ultimo album, pubblica "Silence" con i Cadaveria che esce nel novembre 2014. Dopo il tour messicano e alcune date in Italia, lascia i Cadaveria rimanendo attivo solo con i Killers Lodge con i quali il 27 febbraio 2016 pubblica l'album "Alma Cachonda" per l'etichetta Diamonds Prod.

## Vita privata
Dal 2016 è sentimentalmente impegnato con Glemmy Beaver.

## Strumentazione
Bassi:
- Ibanez SDGR 1004
- Ibanez Ergodyne EDC705
- Warwick Corvette $$ NT5 Nirvana Black
- Crafter BA 580EQ-5 TBK
- Dean Guitars EVO Bass (personalizzato con l'aggiunta di un pick-up Thunderbird al ponte)
- Ibanez Jet King Bass JTKB200

John suona sia con il plettro che con le dita e normalmente preferisce corde Elixir.
Amplificazione:
- Orange Terror Bass 1000
- Orange SP410

Effetti e pre-amplificazione:
- Line6 POD X3 Live

## Curiosità
Nei Cadaveria è accreditato con il nome di Killer Bob, mentre nei Raza de Odio con il nome di El Sargento.

## Discografia

### Necrodeath
- Mater of All Evil (1999)
- Black as Pitch (2001)
- Ton(e)s of Hate (2003)
- 20 Years of Noise 1985 - 2005 (2005) - raccolta
- 100% Hell (2006)
- Draculea (2007)

### Cadaveria
- The Shadows' Madame (2002)
- Far Away from Conformity (2004)
- In Your Blood (2007)
- Horror Metal (2012)
- Silence (2014)

### DyNAbyte
- Extreme mental piercing (2004)
- 2KX (2010)

### Raza de Odio
- La Nueva Alarma (2004)

### Killers Lodge
- Unnecessary I (2014)
- Alma Cachonda (2016)

### Partecipazioni
- Nightmare Holocaust - Vexed (2003)
- Polenta Violenta - Longobardeath (2007)
- Old Skull - Necrodeath (2010)
- The Last Days - Stefano Zani's Project (2016)